# Шер Лојд
Шер Лојд (енгл. Cher Lloyd; Малверн, 28. јул 1993) енглеска је певачица, текстописац, репер и манекенка.

## Биографија
Њена деби песма и први албум је доживео успех у Великој Британији. Била је учесница шоуа The X Factor.

## Дискографија

### Албуми
- 2011. — Sticks and Stones
- 2014. — Sorry I'm Late